# موش‌تیغی
موش‌تیغی(نام علمی: Galericinae) نام یک زیرخانواده از تیره خارپشتان است.

## سرده‌ها و گونه‌ها
- Genus Deinogalerix(Extinct)
- سرده موش ماه
  - موش ماه (Echinosorex gymnura)
- سرده چوب‌موش‌ها
  - موش‌تیغی گوش‌دراز (Large-eared Gymnure)
  - موش‌تیغی کوتوله (موش‌تیغی کوتوله)
  - موش‌تیغی دم‌کوتاه (موش‌تیغی دم‌کوتاه or Lesser Moonrat)
- سرده موش‌تیغی هاینان
  - موش‌تیغی هاینان (موش‌تیغی هاینان or Hainan Moonrat)
- سرده موش‌تیغی حشره‌خوارمانند
  - موش‌تیغی حشره‌خوارمانند (موش‌تیغی حشره‌خوارمانند)
- سرده پاموش‌تیغی‌ها
  - موش‌تیغی دیناگات (موش‌تیغی دیناگات or Dinagat Moonrat)
  - موش‌تیغی میندانائو (موش‌تیغی میندانائو or Mindanao Moonrat)